# Jawbreaker
Jawbreaker är en amerikansk highschool-film med inslag av svart komedi, den släpptes 1999 och är regisserad av Darren Stein. I huvudrollerna ser vi Rose McGowan, Rebecca Gayheart, Julie Benz och Judy Greer.

## Handling
Filmen handlar om några tjejer som "kidnappar" en väninna på hennes födelsedag. För att hon inte ska skrika stoppar de in en "Jawbreaker", ett stort runt, hårt tuggummi/klubba, i hennes mun och lägger henne i bagageluckan. När de sedan öppnar luckan igen ligger tuggummit som en stor knöl i hennes hals. De har dödat sin kompis. Skolans nörd kommer på dem med liket och flickorna lovar att göra nörden till en populär tjej om hon håller tyst.

## Utmärkelser
Rose McGowan blev för den här filmen nominerad till MTV Movie Awards för 'The Best Villain' (1999).

## Rollista (i urval)
- Rose McGowan - Courtney Alice Shayne
- Rebecca Gayheart - Julie Freeman
- Julie Benz - Marcie 'Foxy' Fox
- Judy Greer Evans - Fern Mayo/Vylette
- Pam Grier - Detective Vera Cruz
- Carol Kane - Ms. Sherwood
- Tatyana Ali - Brenda Chad

Chockrockaren Marilyn Manson medverkar i några scener. Han har inga repliker.